# Медаль «За військову доблесть» (Італія)
Золота медаль «За військову доблесть» (італ. Medaglia d'oro al valor militare, M.O.V.M.) — медаль, заснована королем Віктором Амадеєм III 21 травня 1793 року. Вручалася за хоробрість і відвагу, проявлені на полі бою. Вийшла із вжитку в період панування Наполеона, була відроджена 1 квітня 1815 року Віктором Емануїлом I. І ним же через декілька місяців, 4 серпня 1815, медаль «За військову доблесть» була замінена на «Військовий орден Савої» («Ordine militare di Savoia»).
У 1833 році Карл Альберт відновив Золоту медаль «За військову доблесть», а також додав Срібну і Бронзову. На лицьовій стороні медалей були зображені: овальний щит з хрестом Савойського дому обрамлений гілками лавра і маслинового дерева, царський вінець і напис «AL VALORE MILITARE»; а на зворотньому боці містилася інформація про нагородженого, обрамлена двома лавровими гілками. Золотою медаллю «За військову доблесть», яка цінувалася на рівні вищих нагород Італійського королівства, нагороджувалися солдати і офіцери за видатні заслуги. По статуту нагороди, кавалерові Золотої медалі навіть старший в чині повинен віддати честь першим.

Медалі і планки до 1948 р.

Золота медаль
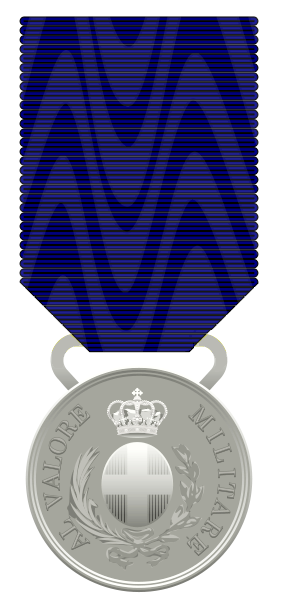
Срібна медаль
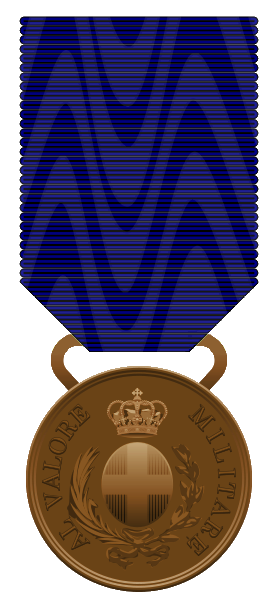
Бронзова медаль

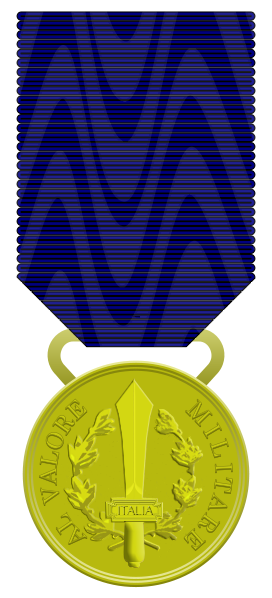
Медаль Республіки Сало 1943—1945

Медаль «За військову доблесть» існувала і в Італійській соціальній республіці (Респу́бліка Сало́) з 1943 року по 1945 рік. На відміну від королівської нагороди на аверсі медалі, замість королівського герба, було розміщено римський короткий меч — гладіус, вістрям вгору, обрамлений вінком з лаврових і дубових гілок.
У 1946 Італія стала парламентською республікою і після затвердження у 1948 році державної емблеми Італійської республіки монархічна символіка на медалях — щит і корона були замінені на велику зірку на тлі зубчастого колеса, оточеного гілками маслинового дерева і дуба.

Медалі і планки після 1948 р.

Золота медаль
Срібна медаль
Бронзова медаль